# Nessorhamphus ingolfianus
Nessorhamphus ingolfianus är en fiskart som först beskrevs av Schmidt 1912.  Nessorhamphus ingolfianus ingår i släktet Nessorhamphus och familjen Derichthyidae. Inga underarter finns listade i Catalogue of Life.